# Lemmberg
Der Lemmberg ist ein 360,3 m ü. NHN hoher Berg im Arnsberger Wald auf der Wasserscheide zwischen Ruhr und Möhne, etwa 2½ Kilometer nordöstlich von Bruchhausen, einem Ortsteil von Arnsberg. Das ehemals dicht bewaldete Gelände wird von Wegen des Sauerländischen Gebirgsvereins touristisch erschlossen und bei Wanderungen von Arnsberg zum nordöstlich des Berges gelegenen Möhnesee begangen. Aufgrund massiver Schäden im Wald durch Trockenheit und drohendem Borkenkäferbefall mussten in den Jahren 2020 und 2021 die Fichtenbestände auf dem Lemmberg wie auch in anderen Teilen des Arnsberger Waldes großflächig gerodet werden. Die kahlen Flächen bieten nun Ausblicke vorwiegend nach Süden und Osten.   

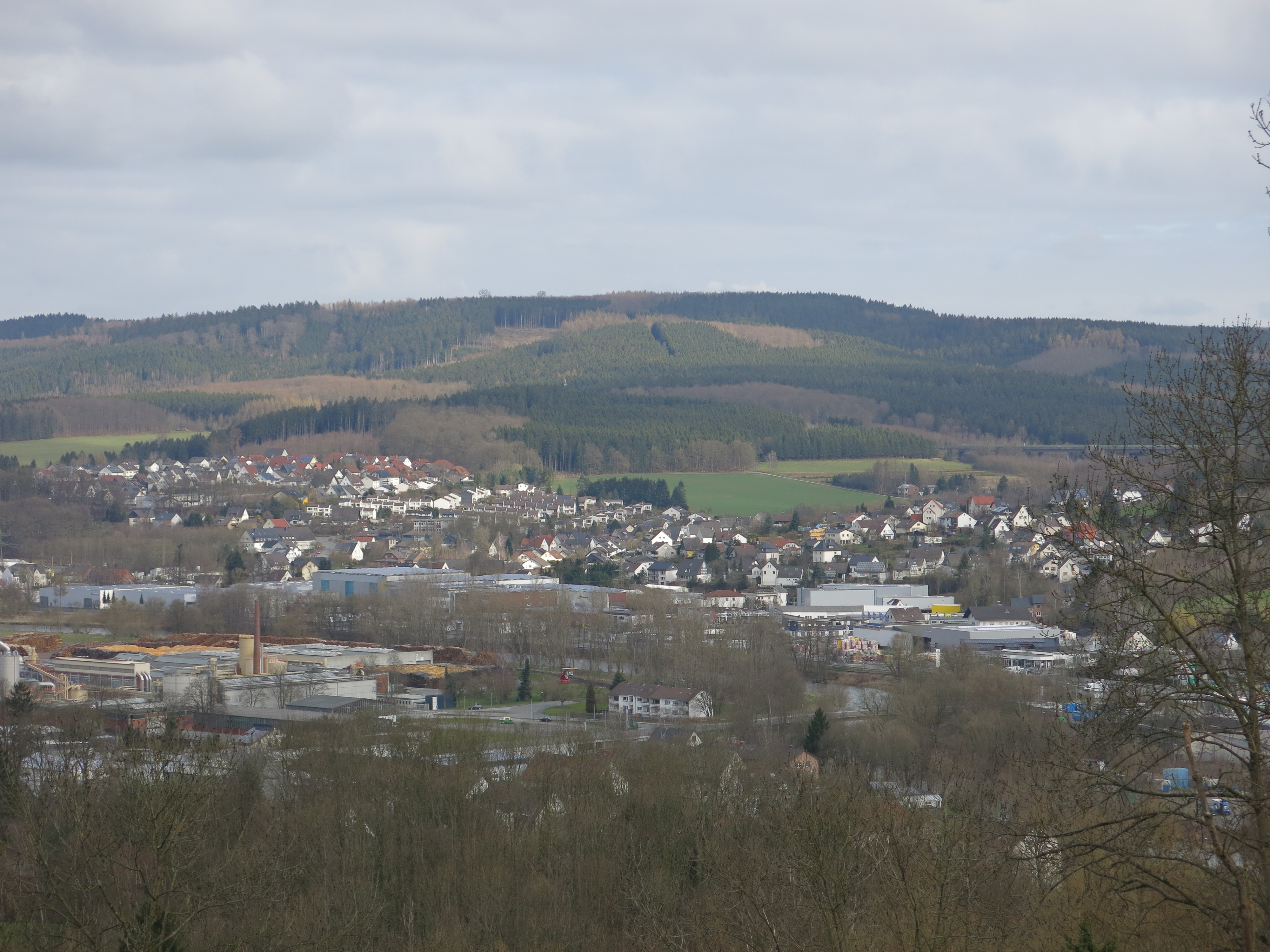
Ansicht von Süden 2015 vor den Rodungen
Aussicht vom Lemmberg nach Osten und Süden 2022